# Industria constructoare de mașini

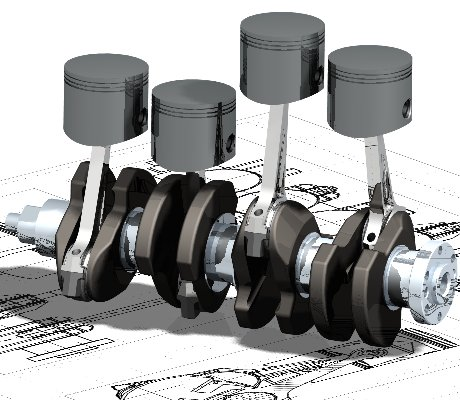
Vedere înclinată a arborelui cotit cu patru cilindri în linie şi cu pistoane

Industria constructoare de mașini - o industrie care produce toate tipurile de utilaje, echipamente, scule, aparate și bunuri de larg consum, de asemenea și produse militare.
Industria constructoare de mașini cuprinde mai multe grupe: utilaje grele, utilaje de uz general, inginerie mecanică, inginerie de precizie, fabricarea produselor din metal, repararea mașinilor și a echipamentelor.
Industria utilajelor grele  cuprinde materiale de manipulare utilaje, ingineria feroviară, a construcțiilor navale, industria aeronautică, rachete și industria spațială, precum și industria echipamentelor industriale pentru generarea și transmiterea de energie electrică.
Cea medie cuprinde industria de automobile, construcția de tractoare, de mașini-unelte, robotică, instrumente, echipamente pentru industria ușoară, echipamente  alimentare, utilaje industriale și aparate de uz casnic.
Ingineria de precizie: instrumentație, tehnică radio, industria electronică, industria electrotehnică.

## Cei mai mari reprezentanți ai industriei
| Companie         | Сheltuieli, mld $ | Venituri, mld $ | Profit, mld $ |
| ---------------- | ----------------- | --------------- | ------------- |
| General Electric | 750,507 (1)*      | 152,866 (9)     | 16,819 (4)    |
| General Motors   | 479,603           | 193,517 (5)     | 2,805         |
| Toyota Motor     | 227,513           | 172,616 (7)     | 10,898 (11)   |
| DaimlerChrysler  | 248,324           | 176,687 (6)     | 3,067         |

* Între paranteze poziția din clasamentul general.